# Joseph Fahnbulleh
Joseph Fahnbulleh (11 september 2001) is een Liberiaans sprinter van Amerikaanse afkomst. Hij nam eenmaal deel aan de Olympische Zomerspelen.

## Biografie
Fahnbulleh werd geboren in de Verenigde Staten waar hij ook studeerde en opgroeide. Vanaf 14 juni 2021 komt hij echter uit voor Liberia.
In 2021 kon Fahnbulleh zich op 19-jarige leeftijd kwalificeren voor de 200 meter tijdens de uitgestelde Olympische Zomerspelen 2020 in Tokio. In de finale was hij in een tijd van 19,98 seconden goed voor een vijfde plaats. Fahnbulleh was ook Liberiaans vlaggendrager tijdens de openingsceremonie.

## Persoonlijke records
Outdoor
| Onderdeel | Prestatie | Datum        | Plaats |
| --------- | --------- | ------------ | ------ |
| 100 m     | 10,21 s   | 9 juni 2021  | Eugene |
| 200 m     | 19,91 s   | 11 juni 2021 | Eugene |

## Palmares

### 200 m
- 2021: 5e OS - 19,98 s